# 磷酸钡
磷酸钡是钡的磷酸盐，化学式 Ba
3(PO
4)
2。

## 制备
磷酸钡可以由磷酸氢钡在 900 °C 以上热分解成焦磷酸钡，然后再和碳酸钡反应并放出二氧化碳。
{\displaystyle \mathrm {2\ BaHPO_{4}\ {\xrightarrow {900^{o}C}}\ Ba_{2}P_{2}O_{7}+H_{2}O\uparrow } }
{\displaystyle \mathrm {Ba_{2}P_{2}O_{7}+BaCO_{3}\ {\xrightarrow {1300^{o}C}}\ Ba_{3}(PO_{4})_{2}+CO_{2}\uparrow } }
它也可以由磷酸钠和氯化钡反应而成。
{\displaystyle \mathrm {3\ BaCl_{2}+2\ Na_{3}PO_{4}\ \longrightarrow \ Ba_{3}(PO_{4})_{2}+6\ NaCl} }
磷酸钡也可以由磷酸一氢钠和氯化钡在氨存在下反应而成。
{\displaystyle \mathrm {3\ BaCl_{2}+2\ Na_{2}HPO_{4}+2\ NH_{3}\ \longrightarrow } }
{\displaystyle \mathrm {Ba_{3}(PO_{4})_{2}+4\ NaCl+2\ NH_{4}Cl} }

## 性质
磷酸钡有两种晶体结构，相变温度为 1360 °C 。在低温下，磷酸钡是三方晶系的，空间群 R3m (No. 160)，晶格参数a = 7.696 Å 和α = 42.58°。这种晶体结构和磷酸锶一样。